# Autostrada A41 (Portugalia)
Autostrada A41 (port. Autoestrada A41, Circular Regional Exterior do Porto) – autostrada w północnej Portugalii, przebiegająca przez dystrykt Porto i Aveiro.
Autostrada stanowi dużą obwodnicę Porto i rozpoczyna się w Perafita i kończy w Espinho.

## Historia budowy
| Odcinek              | Stan (2011)                                   | Długość |
| -------------------- | --------------------------------------------- | ------- |
| Perafita () – Alfena | w użytku od 2007 (Koncesja: Grande Porto)     | 14,3 km |
| Alfena – Ermida ()   | w użytku od 2005 (Koncesja: Grande Porto)     | 8,9 km  |
| Ermida () – Picoto   | w użytku od 04/2011 (Koncesja: Douro Litoral) | 33,2 km |
| Picoto – Espinho     | w użytku 2002 (Koncesja: Douro Litoral)       | 5,4 km  |